# 疏花紫珠
疏花紫珠（学名：Callicarpa remotiflora）为马鞭草科紫珠属下的一个种。